# Monumento a Benavides
El Monumento a Benavides es un monumento en la Universidad de Santo Tomás en Manila (Filipinas) construido para conmemorar al fundador de la Universidad de Santo Tomás, Miguel de Benavides. Ubicado frente al edificio principal de la UST, el monumento consiste en una estatua de bronce de Benavides que se eleva sobre un pedestal de granito. El actual monumento fue inaugurado en 1946.

## Plaza Santo Tomás
Años después de la Segunda Guerra Mundial, la estatua original fue trasladada al campus de Sampaloc dejando en la Plaza Santo Tomás un espacio vacío. En la década de 1980, la Administración de Intramuros volvió a desarrollar el área en un parque utilizable.
En 2002, la administración de la Universidad en cooperación con la Administración de Intramuros, Instituto Histórico Nacional y los exalumnos de la Universidad renovaron el parque. Manuel Cueto de la Facultad de Arquitectura de la UST diseñó la renovación, cuyo proyecto dio inicio en marzo de 2001. Solo se conservaron las cercas del diseño original de la plaza.

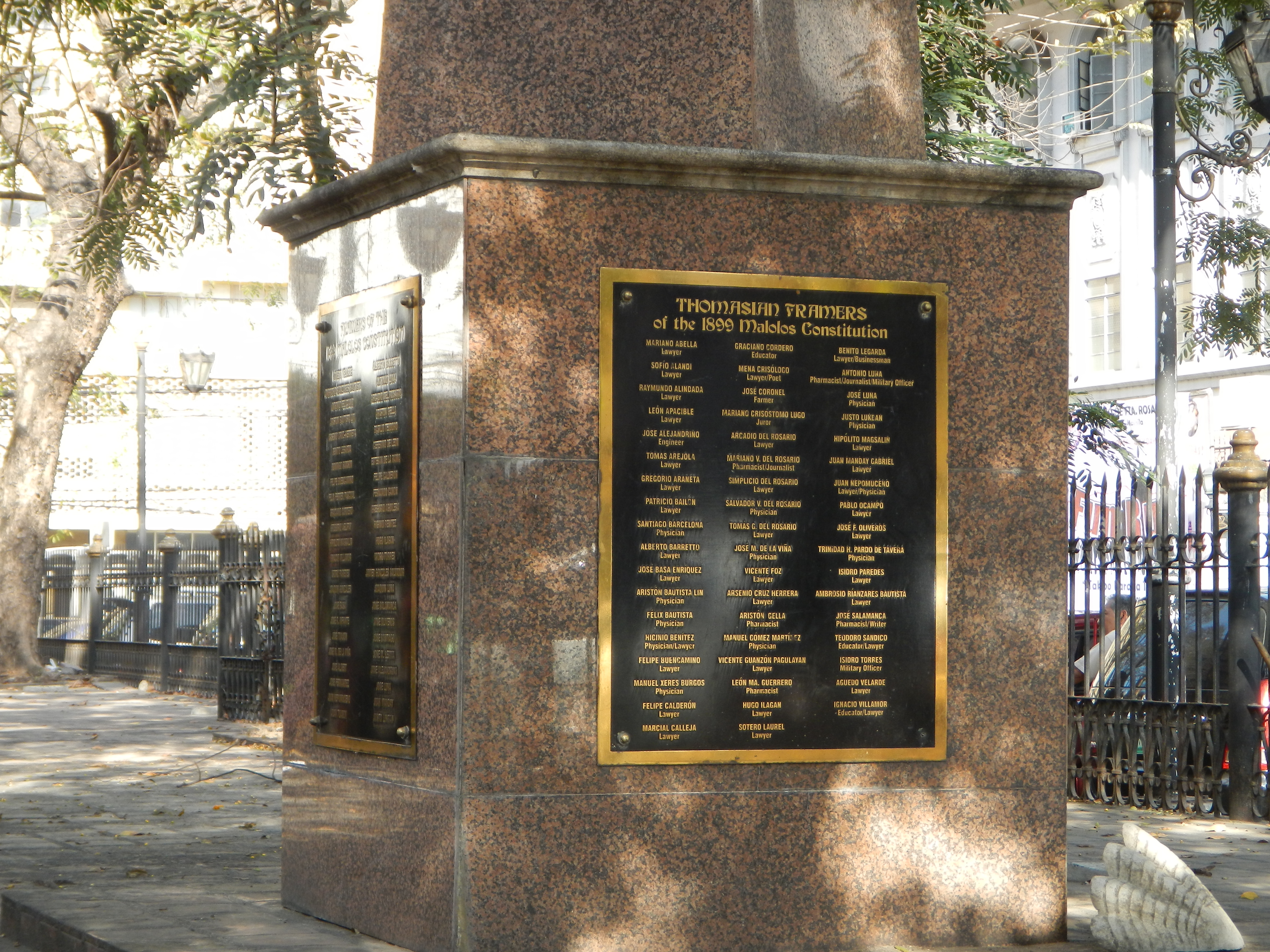
Placa con los nombres de los 53 tomistas de la Constitución de Malolos

Como parte de los preparativos para la celebración del cuarto centenario, se erigió una réplica de fibra de vidrio de la estatua en su ubicación original. La estatua fue esculpida por el Dr. Crispin Viocencion e inaugurada el 25 de enero de 2002.
Junto a la estatua de Benavides hay un obelisco que contiene los nombres de todos los redactores de la Constitución de Malolos. Una placa en la base del obelisco menciona los 53 nombres de los tomistas que se convirtieron en parte de la Constitución de Malolos de 1899. Sin embargo, basándose en documentos históricos, 54 tomistas, que también eran miembros del Congreso de Malolos, firmaron la Constitución de 1899.

## Estatua en España

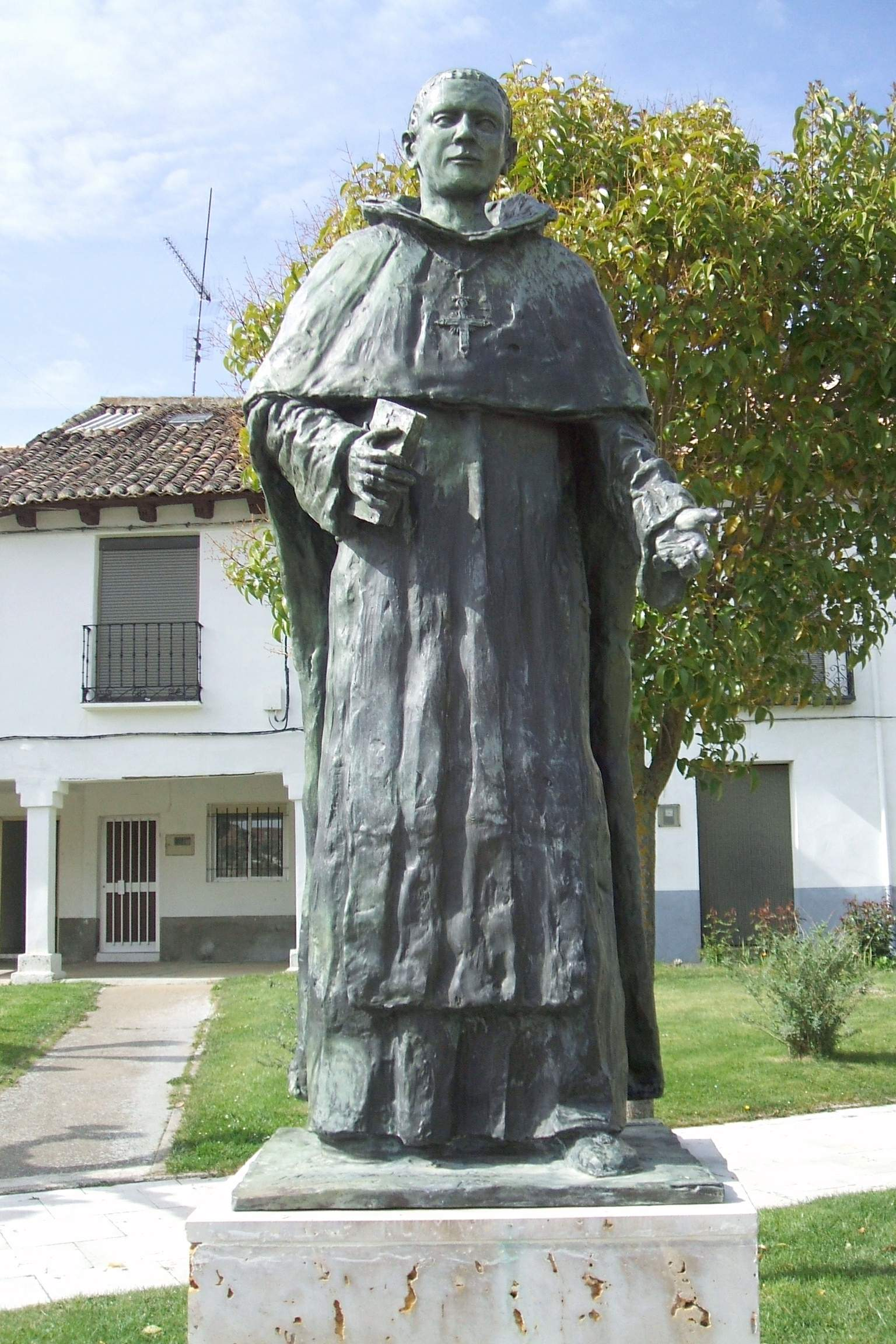
Estatua de Benavides en Carrión de los Condes, España

Una estatua de Benavides fue develada en su ciudad natal en Carrión de los Condes, España, el 1 de julio de 2006. La estatua de bronce fue realizada por Carlos Diez Galán. Una inscripción en la base de la estatua dice: "Miguel de Benavides, Carrión de los Condes. Primavera, 2006. Galán ". En una placa de bronce en el frente del pedestal se lee: "P. Miguel de Benavides, OP. 1552 - 1605. Prov. Santo Misionero Ntra Sra Del Rosario. Arzobispo y fundador de la Universidad de Santo Tomás de Manila".
Como parte de la celebración del cuarto centenario de la UST en 2011, se llevó a cabo una misa en la Iglesia de San Andrés y una ceremonia de colocación de una ofrenda floral en la estatua. Le siguió la inauguración de una biblioteca que lleva el nombre de Miguel de Benavides en la misma localidad.